# Accidente aéreo del Sikorsky UH-60M Black Hawk de la Fuerza Aérea Mexicana
El Accidente aéreo del Sikorsky UH-60M Black Hawk de la Fuerza Aérea Mexicana ocurrió el 16 de febrero de 2018 en Santiago Jamiltepec, Oaxaca, y consistió en la caída de un helicóptero Sikorsky UH-60M Black Hawk perteneciente a la Fuerza Aérea Mexicana que hacía un vuelo de reconocimiento de daños producidos por un terremoto acaecido ese día. Entre los pasajeros se encontraba el Secretario de Gobernación de México, Alfonso Navarrete Prida, y el gobernador del estado de Oaxaca, Alejandro Murat. El modelo accidentado es del tipo 60M, que estaba equipado para misiones de auxilio médico.

## Atecedentes
El 16 de febrero de 2018 se produjo un terremoto de escala 7,2 con epicentro en Pinotepa Nacional, en el Estado de Oaxaca. El Secretario de Gobernación Alfonso Navarrete, que se encontraba en Campeche en una conferencia de la CONCANACO-SERVYTUR, se dirigió a Oaxaca para realizar un recorrido en las zonas afectadas por el terremoto.
Aproximadamente a las 21:12 (UTC -6) Alfonso Navarrete se reunió con el Gobernador del Estado de Oaxaca, Alejandro Murat, en Puerto Escondido y junto con personal de la Secretaría de la Gobernación y del gobierno local abordaron un helicóptero de la Fuerza Aérea Mexicana para realizar un recorrido aéreo y determinar sobre el terreno los daños ocasionados por el terremoto. Los deslaves y el estado dudoso de tres puentes fueron determinantes en la decisión de llegar a Pinotepa Nacional en helicóptero.

## Accidente
Pocos minutos antes del arribo del helicóptero al Municipio de Santiago Jamiltepec se informó al presidente municipal de la localidad, Efraín de la Cruz, de la llegada de los funcionarios estatales y federales por lo cual ordenó que en una antigua pista de aterrizaje se improvisara un lugar de aterrizaje para el helicóptero. Debido a los cortes eléctricos la localidad no tenía luz y se recurrió a colocar dos vehículos de policía a iluminar la zona de aterrizaje.
El helicóptero era nuevo, tenía todos los equipos para poder volar de noche y su tripulación estaba constituida por tres personas, dos de ellas, pilotos. Al llegar a la zona de destino en Santiago Jamiltepec el terreno estaba muy seco, lo que provocó que desde 100 metros antes de aterrizar, la turbina de aire generara una gran nube de polvo que hizo perder a los pilotos la referencia de donde se encontraban y la aeronave cayó a tierra y se estrelló sobre dos camionetas que aguardaban en un terreno descampado en el cual se habían refugiado habitantes de la zona. El hecho derivó en la muerte de 13 personas, además de heridas en al menos 16 personas.

## Consecuencias
En total se reportó la muerte de tres menores de edad, cuatro hombres y seis mujeres. Todos los tripulantes del helicóptero resultaron ilesos, sin embargo, fueron puestos a resguardo rápidamente por elementos del ejército mexicano ya que los familiares de las víctimas acudieron al lugar del accidente exigiendo información sobre el estado de sus seres queridos. A las 4 de la mañana del sábado 17 de febrero comenzó la entrega de los cuerpos de las víctimas fatales. Los heridos fueron trasladados primero al Hospital Rural Prospera Número 35 de Santiago Jamiltepec y posteriormente se les trasladó al Hospital de Huatulco para que recibieran mejor atención médica.
El 17 de febrero el general secretario de la defensa nacional Salvador Cienfuegos acudió a Santiago Jamiltepec para expresar su solidaridad con las familias de las víctimas y ha asumir la responsabilidad de la SEDENA en el accidente. Ese mismo día el Gobernador de Oaxaca, Alejandro Murat, se reunió con familiares de las víctimas del accidente para expresarles su pésame y respaldo.
La Secretaría de la Defensa Nacional construyó 26 casas con mano de obra militar para las familias de los heridos y fallecidos como parte de la indemnización por el accidente, siendo entregadas las primeras dos casas el 14 de marzo de 2018. También se entregaron apoyos financieros a las familias de las víctimas, se cubrieron los gastos médicos de los heridos, se cubrieron los gastos funerarios de los fallecidos y se les indemnizó económicamente a las víctimas, aunque el monto total de los apoyos fue declarado confidencial. El 18 de marzo de 2018 se confirmó que se construiría un parque y un monumento dedicado a las víctimas del accidente a unos cuantos cientos de metros del lugar del siniestro.

## Investigación
El 19 de febrero se informó que la Procuraduría General de la República atraería la investigación sobre el accidente. El 20 de febrero, tras ocho horas de maniobras, los restos del helicóptero fueron retirados del lugar del accidente y trasladados a la Base Aérea de Santa Lucía. Sin embargo, en septiembre de 2018 aún no se presentaban avances en las investigaciones.